# Гелин мост
Гелин мост (на гръцки: Γκελιν Μοστ, Γκέλιμος) е запазен средновековен каменен мост, разположен в средновековната крепост Град (Γκρατ), който я свързва с Долно Граматиково. Намира се край днешното кайлярско село Катраница (Пирги), Гърция. Според легендата мостът е кръстен на младо туркинче, дъщеря на собственика на селото, която минавала с кон по моста и се навела да погледне водата, но загубила баланс и се удавила в реката.